# همبل بندل
همبل بندل (بالإنجليزية: Humble Bundle)‏ هي مجموعة من باقات ألعاب الفيديو، الألبومات الموسيقية أو الكتب الإلكترونية التي يتم بيعها وتوزيعها على الانترنت من خلال سعر يحدده المشتري. ويتم عرض هذه الباقات غالبا لفترة أسبوعين، وغالبا ما تشمل المبيعات ألعاب إضافية أو وسائط كمكافأة مثل الموسيقى الأصلية للألعاب وذلك للأشخاص الذين يدفعون أعلى من المعدل.
الباقات في البداية كانت تشمل ألعابا من مطوري الألعاب المستقلين، لاحقا شملت بعض الألعاب من شركات النشر الرئيسية وألعابا للأجهزة المستندة على نظام أندرويد. يتم تقسيم مبيعات الباقات بين مطوري «همبل بندل» وواحدة أو أكثر من الجمعيات الخيرية مثل الصليب الأحمر الأمريكي، حيث يكون المشتري قادرا على تحديد النسبة التي يحصل عليها كل طرف.
تدعم عروض Humble Bundle عددًا من المؤسسات الخيرية، بما في ذلك Action Against Hunger وChild's Play وElectronic Frontier Foundation وcharity: water وAmerican Red Cross و WaterAid وWikimedia Foundation. بحلول نهاية أكتوبر 2014، حقق المطورون المشاركون أكثر من 100 مليون دولار   وبحلول يونيو 2019، تجاوز إجمالي المبلغ الخيري الذي جمعته الحزم 150 مليون دولار عبر 50 مؤسسة خيرية مختلفة.    لقد ألهم نجاح نهج Humble Bundle عددًا من الجهود المماثلة لتقديم حزم «ادفع ما تريد» للألعاب الأصغر، بما في ذلك Indie Gala وIndie Royale .

## النجاح
تم اعتبار الترقية الأولى ناجحة للغاية. وأشار روزن إلى أنهم اعتبروا هدف المليون دولار هو أفضل سيناريو، ولكن بمجرد بدء عملية البيع فعليًا، «اتضح على الفور أننا كنا في طريقنا إلى شيء ما». سينسب روزن لاحقًا جزءًا من النجاح إلى كاتب Ars Technica Mike Thomspon ، مشيرًا إلى أنه «رأى على الفور إمكانات» الحزمة في مقال كتب للموقع قبل فترة بيع الحزمة مباشرة. اعتقد براندون بوير من Boing Boing أنه قدم نموذجًا «يبدو أنه يمكن ويجب تكراره». تناقض التحرك لتقديم الألعاب بالسعر والطريقة اللذين يرغب المستهلكون في شرائهما مع ناشري البرامج الأكبر حجمًا الذين يضعون قيودًا مصطنعة على محتواهم؛ يعتقد مايك مازنك من Techdirt أن ترويج Humble Bundle يعمل لأنه «يركز [محرر] على إعطاء الأشخاص أسبابًا حقيقية للشراء، بدلاً من مجرد الشعور بأنه يحق لهم تحديد الشروط التي يشترون بموجبها والبحث عن طرق للحد من أولئك الذين يريدون التفاعل معهم بطريقة مختلفة». وطبقا لما ذكره روزن، فإن مصدر الموقع الإلكتروني الخاص بالترويج قد طلب من ولفير من قبل عدة مجموعات أخرى. لا يزال روزن يعتقد أنه يمكن رؤية العديد من المبيعات الخيرية المماثلة في المستقبل من نجاح Humble Bundle.  بالنسبة إلى الحزم المستقبلية، يرغب Rosen في تضمين ألعاب أقل شهرة على عكس World of Goo و Braid ، ولكن كان عليه بالفعل رفض بعض طلبات المطورين ليتم تضمينها في حزمة، مدعياً أن جودة الألعاب قد تشوه العلامة التجارية Humble Indie Bundle . بدلاً من ذلك، يعتقد أن الألعاب الصغيرة التي ليس لها ملف تعريف واسع وتكون «جيدة بشكل قانوني» ستكون مثالية لإدراجها في الحزم المستقبلية.
نتيجة لنجاح الحزمة، بدأت مجموعات أخرى في خطط مماثلة لدفع ما تريده للألعاب المستقلة الأخرى، بما في ذلك "Indie Gala" و "Indie Royale" و "Little Big Bunch"
قامت PC Gamer بتسمية فريق Wolfire كمؤسسي حزمة Humble Indie Bundle كأبطال مجتمعهم لعام 2011 لدعمهم لسوق تطوير الألعاب المستقلة. أدرجت فوربس جون جراهام في قائمة «30 تحت 30» عام 2013 في قائمة القادة في مجال الألعاب لنجاح حزمة همبل،  بينما تم تكريم روزن لنفسه في عام 2015.
بعد نهاية حزمة Humble eBook Bundle ، أشار جون سكالزي إلى أن العديد من العوامل، مثل التعرف على اسم العلامة التجارية، ونقص إدارة الحقوق الرقمية، والتركيز على الأعمال الخيرية، وتفرد الحزمة وتنسيقها، وتنوع المؤلفين المشمولين، مجموعة الكتب الإلكترونية المتواضعة ناجحة. يلاحظ Scalzi أنه في حين أن الأشخاص الذين يشاركون في Humble Bundles سيحصلون على صافي ربح أقل مما كان سيحصلون عليه بدون الحزمة (نظرًا للنسب المتغيرة التي يمكن للمستفيدين التبرع بها والناشرين يأخذون حصتهم من العائدات)، ولكن في المقابل يحصلون على حجم أكبر (المتواضع) باعت Bundle 42000 نسخة من الكتب الإلكترونية في أسبوعين، أي ما يعادل تقريبًا متوسط أكثر الكتب مبيعًا شهريًا). في الختام، يشيد Scalzi بفكرة Humble Bundle ، ويلاحظ للمساهمين المستقبليين أنه على الرغم من أن الحزمة منخفضة الهامش، إلا أنها منخفضة المخاطر أيضًا. لاحظ الروائي كوري دوكتورو، الذي نظم كلتا حزم الكتب الإلكترونية، أنه على الرغم من عدم مشاركة أي ناشر بخلاف كتب تور في الحزمة بسبب شروط عدم وجود إدارة الحقوق الرقمية، إلا أنهم ما زالوا يجمعون حوالي مليوني دولار للكتب التي كان توزيعها يكسب مؤلفيها القليل من المال.
ذكر Terence Lee من Hitbox Team أيضًا أن حزمة Humble كانت ناجحة في لعبتهم Dustforce ، حتى بعد انتهاء الحزمة. عندما اتصلت Humble Bundle بالفريق لأول مرة وسألوا عما إذا كان بإمكانهم نقل اللعبة إلى Linux وتجميعها، باعت اللعبة حوالي عشر نسخ على Steam يوميًا. في اليوم الذي ظهرت فيه حزمة Humble Indie Bundle 6 مع Dustforce ، ارتفعت المبيعات من خلال Humble Bundle إلى أكثر من 50000 نسخة يوميًا. بينما تلقى فريق Hitbox 178000 دولار فقط من أصل مليوني دولار من حزمة Humble التي تم إنتاجها، تسبب العدد المتزايد من اللاعبين في زيادة المبيعات اليومية للعبة من أقل من عشرة إلى حوالي 50-60 نسخة يوميًا.
من ناحية أخرى، أشار Binding of Isaac و Super Meat Boy ، Edmund McMillen ، في منشور tumblr إلى أن الحزم «ليست ناجحة كما يعتقد الكثيرون.» في حين أن Humble Bundles هي طريقة ممتازة للألعاب الشعبية للحصول على دفعة نهائية في المبيعات وكذلك لمساعدة الألعاب الأقل شهرة في الحصول على مزيد من الاهتمام، فقد أظهرت الإحصائيات أن المبيعات انخفضت أكثر في السنوات التي كانت فيها Binding of Isaac و Super Meat Boy في حزم مما كانت عليه في السنوات التالية. في النهاية، وفقًا لماكميلن، لا تؤذي حزمة Humble Bundles ولا تساعد على المدى الطويل، ويبدو الآن أنها تقليد أكثر من أي شيء آخر.

## ألعاب فيديو تم عرضها للبيع
- باتلفيلد 3
- آلن ويك
- الموتى السائرون
- باك تو ذا فيوتشر: ذا جيم
- دارك سايد
- داركسايدرز II
- ريد فاكشن: جوريلا [23]